# Pásztor József (labdarúgó)
Pásztor József, becenevén Paszi, (Vencsellő, 1954. március 20. –) a Békéscsabai Előre egykori emblematikus játékosa és edzője, mindkettő minőségében talán a legsikeresebb az egykoron Békéscsabán játszók és edzősködők közül. Az Előre csapatának kezdőtagja volt 1974-es élvonalba jutástól kezdve, egy idény kihagyásával egészen 1990-ig. 1978-ban az év játékosa, kilencszeres válogatott. Edzőként 1991–1996, 1997–98, 2002, valamint 2010–2012 között és 2013-ban irányította az Előrét, a legsikeresebb bajnoki évadot tudhatja maga mögött, az 1993–1994-es bajnokságban a 3. helyezést érte el a csabai egylettel, ami azóta is klubcsúcs. 2013 nyarától a lila-fehér csapat szakmai igazgatója.

## Játékosként
1974-ben hozta Papp László és Süle István akkori Előre-edző Békéscsabára, bár előzőleg már több nagycsapat, a DMVSC, DVTK és a Nyíregyházi Spartacus is hívta, de ő maradt szülőfalujában, az ificsapatban játszott. Ezután igazolt a Viharsarokba, az új csapatában hamar magára talált, és hamarosan az egyik alapember lett. Vékony, gyors, kiváló technikájú labdarúgó volt, igazi labdazsonglőr és karmester, akit imádott a közönség. Magyarországon csak Békéscsabán játszott, habár szinte mindegyik fővárosi csapat hívta évente. 13 éven át erősített a lilákat, 361 meccsen lépett pályára, ahol 45 gólt szerzett, minden bizonnyal ez a rekord nem fog hamar megdőlni. 1976 és 1980 között 9-szer húzhatta magára a válogatott mezét, ez idő alatt 1 gólt ért el a Szovjetunió ellen. Békéscsabáról 1987-ben külföldre igazolt, alacsonyabb osztályú svájci és belga csapatokhoz. Játékos-pályafutása 1991-ben ért véget, ekkor tért haza végleg Békéscsabára.

## Edzőként

### A Békéscsabai Előre élén az 1991-2002 között
Hazatérése évében, 1991-ben egykori csapata épp kiesésre állt az NB I-ben, így Szűcs Mihály elnök őt bízta meg az Előre irányításával. Bár kiestek az másodosztályba, a következő évben az első helyen magabiztos játékkal feljutottak, onnantól kezdve pedig 3 év igazi sikerszéria köszöntött az egyesületre. Az 1992–1993-as bajnokságban újoncként elért 5. hely, majd az 1993–1994-es évadban bronzérem, habár a csapat végig versenyben volt a bajnoki aranyért, nagyon sokáig vezette is a tabellát, az utolsó 3 fordulóban bukva el a végső győzelmet. Rá egy évre újabb 5. hely, majd féltucat játékos eligazolása után már csak a 14. helyet tudta megcsípni Pásztor a csapattal. Ekkor kimerült, egy évet pihenéssel töltött, majd újra átvette a gárdát, de 1998-ban már ő sem tudta megmenteni a lilákat a kieséstől. A klub végig szerény anyagi körülmények között működött, Pásztor sok időt töltött el alacsonyabb osztályú együttesek meccseit nézve, tehetségek után kutatva. 2002 tavaszán visszatért az akkor másodosztályú Előréhez, mivel Dajka Lászlót évad közepén elcsábította a DVSC. Így a gárda vele harcolta ki a feljutást az első osztályba, majd az NB I-ben két meccsen át vezette a csabai egyletet, de utána váratlanul lemondott.
Összesen 161 mérkőzésen ült a kispadon NB I-es meccsen, ezt mind a lila-fehér csapat kispadján.

### Más csapatoknál
Az ezredforduló után alacsonyabb osztályú Békés megyei csapatoknál vállalt munkát, többek között a másodosztályú Gyulai Thermálnál, a Csorvásnál majd Orosházánál, ezt követően a negyedosztályú Békés és Jamina edzője lett.
2010. áprilisában a Magyar Köztársasági Ezüst Érdemkeresztjét kapta munkája elismeréseként.

### Újra az Előrénél 2010 után
2010. április 20-tól ismét egykori csapata vezetőedzője lett, miután az Előre igen rosszul szerepelt a 2009/2010-es másodosztályban. A klubot benntartotta a bajnokság végén, a következő évadban stabil középcsapattá érett keze alatt az Előre, majd a 2011/2012-es bajnoki évben 3. helyre hozta be a lila-fehéreket, míg a Magyar Kupában egészen a negyeddöntőig jutottak, oda-visszavágós rendszerben kiejtve többek között az első osztályú Vasast és az FTC-ét is. A sikeres évadot követően lejáró szerződését nem hosszabbították meg, így a továbbiakban pályaedzőként segítette az edzőnek kinevezett Dajka László munkáját.
A célként kitűzött biztos feljutás Dajkával a 2012/2013-as évad közepén egyre inkább veszélybe került, a téli alapozás sem sikerült jó, becsúszott több vereség, valamint Dajka összekülönbözött a hazai szurkolótábor egy részével. Ezért 2013 április 2-től, szinte napra pontosan 3 évvel azután, miután visszatért csapatához, Pásztor ismét átvette a viharsarki gárda edzői posztját. Az évadot ismételten bronzérmes helyen zárta csapatával, amely igen fontos volt, mert ebben az évben csak az NB II 1-6. helyezettjei maradtak bent a másodosztályban. A bajnokság sikeres zárását követően szerződését ismételten nem hosszabbították meg, helyette Komjáti Andrást nevezték ki a gárda élére. Pásztor ezután a szakmai vezető pozícióját látja el a klubnál, amelyet megtartott Zoran Spisljak érkezése után is. A gárda ezzel a felállással jutott fel az első osztályba a 2015-16-os bajnoki évadba.

## Statisztika

### Mérkőzései a válogatottban
| Magyarország | Magyarország         | Magyarország                                  | Magyarország  | Magyarország | Magyarország  | Magyarország       | Magyarország | Magyarország |
| #            | Dátum                | Helyszín                                      | Hazai         | Eredmény     | Vendég        | Kiírás             | Gólok        | Esemény      |
| ------------ | -------------------- | --------------------------------------------- | ------------- | ------------ | ------------- | ------------------ | ------------ | ------------ |
| 1.           | 1976. szeptember 22. | Kelet-Berlin, Friedrich-Ludwig-Jahn-Sportpark | NDK           | 1 – 1        | Magyarország  | barátságos         | -            |              |
| 2.           | 1979. március 28.    | Budapest, Népstadion                          | Magyarország  | 3 – 0        | NDK           | barátságos         | -            | 60'          |
|              | 1979. november 24.   | Miskolc-Diósgyőr, DVTK-stadion                | Magyarország  | 3 – 0        | Csehszlovákia | olimpiai selejtező | -            | 77'          |
|              | 1980. április 13.    | Prága                                         | Csehszlovákia | 3 – 2        | Magyarország  | olimpiai selejtező | -            | 51'          |
| 3.           | 1980. május 31.      | Budapest, Népstadion                          | Magyarország  | 3 – 1        | Skócia        | barátságos         | -            |              |
| 4.           | 1980. június 4.      | Budapest, Népstadion                          | Magyarország  | 1 – 1        | Ausztria      | barátságos         | -            |              |
| 5.           | 1980. augusztus 20.  | Budapest, Népstadion                          | Magyarország  | 2 – 0        | Svédország    | barátságos         | -            |              |
| 6.           | 1980. augusztus 27.  | Budapest, Népstadion                          | Magyarország  | 1 – 4        | Szovjetunió   | barátságos         | 1            | 2'           |
| 7.           | 1980. szeptember 24. | Budapest, Népstadion                          | Magyarország  | 2 – 2        | Spanyolország | barátságos         | -            | 78'          |
| 8.           | 1980. október 8.     | Bécs, Práter stadion                          | Ausztria      | 3 – 1        | Magyarország  | barátságos         | -            | 60'          |
| 9.           | 1980. november 19.   | Halle, Kurt-Wabbel-Stadion                    | NDK           | 2 – 0        | Magyarország  | barátságos         | -            | 46'          |
|              | Összesen             |                                               |               | 9            | mérkőzés      |                    | 1            | gól          |

## Külső hivatkozások
- Pásztor József: a megye labdarúgása még gyengébb lesz
- Életük részévé vált ez a lap - Nemzeti Sport
- Sérülések nehezítik az őszi munkát